# Marcelino Menéndez Pelayo
Marcelino Menéndez Pelayo (født 3. november 1856 i Santander, død 19. maj 1912 sammesteds) var en spansk litteraturhistoriker og kritiker.
Denne videnskabsmand, der af sine landsmænd stadig anses for et vidunder af begavelse og lærdom, og som også i udlandet kom til at nyde fortjent anseelse, begyndte særdeles tidlig at udmærke sig. Han studerede i Barcelona og i Madrid, var ikke mere end en snes år gammel, da han fik doktorgraden, og 22 år, da han ansattes som litteraturhistorisk og filosofisk professor ved Madrids Universitet. I en alder af 25 år kom han ind i det Spanske Akademi, og han blev desuden medlem af flere inden- og udenlandske akademier. På rejser til adskillige af Europas lande erhvervede han sig mangfoldige kundskaber, og navnlig studerede han i biblioteker, og efter Manuel Tamayo y Baus' død (1898) blev han da også overbibliotekar ved Nationalbiblioteket i Madrid. Menéndez Pelayo regnedes sædvanligvis, med hensyn til politiske og religiøse anskuelser, til det såkaldte nykatolske parti og var da også ivrig deltager og foredragsholder i den katoske ungdomsklub; men efterhånden blev han mere liberal og tolerant. Et vidnesbyrd om hans betydelige ry er den hædersgave, ham modtog, da hans professorat havde varet i 20 år, i form af 2 store kvartbind afhandliger af talrige spanske og fremmede lærde, med titlen Homenaje á Menéndez Pelayo (Madrid 1899). Menéndez Pelayo udfoldede som forfatter en fænomenal frugtbarhed. Naturligvis kan ikke alt være lige godt i en så omfattende produktion, og han har vistnok i tillid til sin viden og arbejdskraft været noget tilbøjelig til at påtage sig alt for meget; men der bliver dog nok tilbage af virkelig solidt og værdifuldt, vidnende om betydelig og mangesidig kundskabsmængde, og han er tillige en dygtig stilist. Han blev da også næsten misbrugt til at skrive fortaler og indledninger til andres arbejder.
Af hans værker skal her nævnes: Horacio en España (Madrid 1877; 2. udgave, 2 bind, sammesteds 1885), La ciencia española (3 bind, 3. udgave, Madrid 1887—88; 1. udgave er fra 1876), Historia de las ideas estéticas en España (9 bind, Madrid 1883 ff. samt 4 supplementsbind), Calderon y su teatro (Madrid 1881), Historia de los heterodoxos españoles (3 bind, Madrid 1880—82), Estudios de critica literaria (5 bind, Madrid 1884—1908), tillægget til Miguel de Unamunos oversættelse af Ferdinand Wolfs Studien zur Geschiche der spanischen und portugisischen Nationalliteratur (Madrid 1895—96), Antologia de poetas hispano-americanos (4 bind, Madrid 1893—95), det Spanske Akademis store udgave af Lope de Vegas værker, hvilken det ikke lykkedes Menéndez Pelayo at fuldende; der udkom kun 15 bind (Madrid 1890—1913), en udgave af Francisco de Quevedos værker, Antologia de poetas liricos castellanos (13 bind, Madrid 1890—1908; blev heller ikke fuldendt); af dette værk er især at fremhæve 8.—12. bind fra 1899—1906), der indeholder et optryk af Wolfs og Hofmanns Primavera y flor de romances med talrige og vigtige supplementer og desuden en udførlig litteraturhistorisk fremstilling med titlen Tratado de los romances viejos. I 1905 begyndte under hans ledelse at udkomme i Madrid Nueva Biblioteca de autores españoles, en fortsættelse af Rivadeneyras kendte samling; heri besørgede han selv 1., 7. og 14. bind (1905—10), indeholdende et udvalg af prosafortællinger fra 15. og 16. århundrede, under titlen Origenes de la Novela, med en særdeles omfangsrig indledning. Dette værks 4. bind udgavs af Adolfo Bonilla y San Martín 1915. Nueva Biblioteca de autores españoles bind 21 er indledet med en ret udførlig levnedsskildring af Menéndez Pelayo og udsigt over hans forfattervirksomhed. I 1911 begyndte udgivelsen af hans Obras completas.